# Slouptchané
Slouptchané ou Slupčane (en macédonien Слупчане, en albanais Sllupçani) est un village du nord de la Macédoine du Nord, situé dans la municipalité de Lipkovo. Le village comptait 3783 habitants en 2002. Il est majoritairement albanais.

## Démographie
Lors du recensement de 2002, le village comptait :
- Albanais : 3 765
- Valaques : 1
- Autres : 19

## Histoire
- dans le cadre du conflit de 2001

En macédoine, ce village a été un point de rapprochement, c’est-à-dire c’est ce village qui a défini Le conflit en Macédoine.
Ce village avec une démographie de 5678 albanais
320 Kosovars Avait une revendication territorial de macédonien, mais les macédoniens n’ont pas réussi à aboutir leur Attaque grâce aux commandant de L’UÇK Beqir Sadiku Qui était notamment de ce village, a combattu pour sa patrie, a réussi à gagner le village Aux albanais grâce à son armée à son commandement 
Ce village était une zone de territoire libre Car c’était oui, il y avait eu lieu la plus grande guerre du pays.
grâce à cette guerre La commune de Lipkovo Ainsi que tous les villages de la commune, fêtes tous les ans 
Le 2 mai, Car cette date est très importante les albanais ainsi que toute la macédoine, car dans Ce conflit, il y a Eu de morts des deux côtés, notamment le commandant Macédonien qui a été tué dans cette bataille
Après la bataille de Slupçane La bataille a directement fait phase à la bataille de arachinovo Ou un tank-55 macédonien a été capturé par les albanais